# (3953) Perth
(3953) Perth ist ein Asteroid des Hauptgürtels, der am 6. November 1986 vom US-amerikanischen Astronomen Edward L. G. Bowell an der Anderson Mesa Station (IAU-Code 688) des Lowell-Observatoriums in Coconino County entdeckt wurde.
Der Asteroid wurde nach dem Perth-Observatorium nahe der Stadt Perth in Westaustralien benannt.